# Richard Bünemann
Richard Bünemann (* 21. April 1920 in Hamburg; † 17. Mai 2009 ebenda) war ein deutscher Politiker (SPD, Die Linke), Politikwissenschaftler und Historiker.

## Leben und Beruf
Bünemann besuchte bis in die Oberstufe hinein die Oberrealschule Eimsbüttel, die er wegen Querelen mit der Lehrerschaft verlassen musste. Seine Schulzeit beendete er anschließend mit der Reifeprüfung an der Oberschule für Jungen in Eppendorf.
Bis zu seiner Einberufung zur Wehrmacht im Jahr 1940 war Bünemann Jungvolkführer in Winterhude, zuletzt Jungstammführer im Jungbann 188.

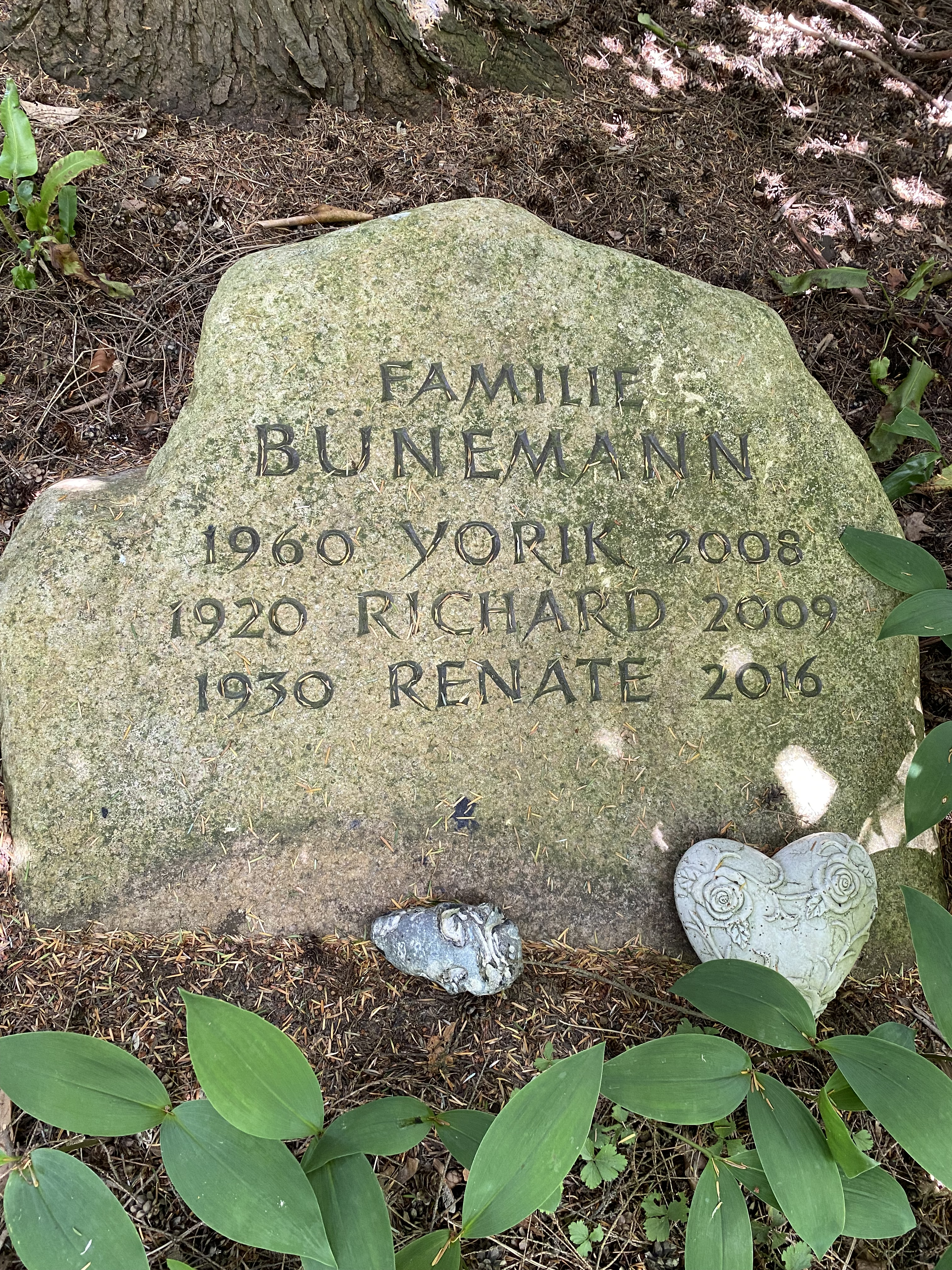
Grabstätte auf dem Friedhof Ohlsdorf

Nach dem Abitur nahm Bünemann, der evangelischen Glaubens war, in den Jahren 1940 bis 1945 als Soldat am Zweiten Weltkrieg teil, anschließend war er bis zum Jahr 1946 in Kriegsgefangenschaft. Während seiner Teilnahme als Unteroffizier am Deutsch-Sowjetischen Krieg wurde er mit dem Eisernes Kreuz ausgezeichnet. In den Jahren 1942 bis 1944 gehörte er der deutschen Besatzungstruppe in Griechenland an. Anschließend wurde er noch 1944 in Jugoslawien verwundet, was zu einer Lähmung seiner linken Hand führte. Nach seiner Freilassung aus dem Internierungslager Neuengamme im Dezember 1946 wurde er vom zuständigen Entnazifizierungsausschuss als „entlastet“ eingestuft. Anschließend studierte er an der Universität Hamburg Geschichte, deutsche Literatur und Erziehungswissenschaften. Im Jahr 1951 wurde er zum Doktor der Philosophie promoviert und schloss dann bis 1955 ein Studium der Politikwissenschaften in Oxford, Harvard und an der Pariser Sorbonne an. Nach der Referendarzeit in Rheinland-Pfalz war er in den Jahren 1958 bis 1962 wissenschaftlicher Assistent an der Universität Kiel und anschließend bis 1967 stellvertretender Landesbeauftragter für Staatsbürgerliche Bildung in Schleswig-Holstein. Während dieser Zeit hatte er 1963/64 eine NATO-Gastprofessur an der Sir-George-Williams-Universität in Montreal inne. Er war Oberleutnant der Reserve der Bundeswehr.
Seine letzte Ruhestätte fand Richard Bünemann auf dem Friedhof Ohlsdorf. Sie liegt in unmittelbarer Nähe des Haupteingangs an der Fuhlsbüttler Straße im Planquadrat R 3.

## Partei
Uwe Danker und Sebastian Lehmann-Himmel stuften Bünemann, der am 24. April 1939 seine Aufnahme in die NSDAP beantragte und zum 1. September desselben Jahres aufgenommen wurde (Mitgliedsnummer 7.110.766), aufgrund seines Alters als „ns-sozialisiert“ ein.
Bünemann gehörte nach dem Zweiten Weltkrieg viele Jahre der SPD an. Er war in den Jahren 1961 bis 1967 Vorsitzender des Ortsvereins Wellsee und von 1969 bis 1975 Vorsitzender der SPD im Kreis Plön. Am 26. Februar 1975 wurde Bünemann wegen eines Verstoßes gegen den Unvereinbarkeitsbeschluss mit der DKP aus der SPD ausgeschlossen. Im Anschluss war Bünemann leitend in der Gruppe Westeuropäischer Sozialismus beziehungsweise Organisation Sozialistischer Gruppen aktiv, einer Vereinigung, welche sich an der damaligen Linie der französischen Parti Socialiste orientierte, und beteiligte sich in ihrem Rahmen im Jahr 1976 an den gescheiterten Diskussionen u. a. mit Johannes Agnoli, Peter Brückner und Rudi Dutschke über die Gründung einer linkssozialistischen Partei in der Bundesrepublik.
Im Jahr 2007 trat Bünemann als Gründungsmitglied der neuen Partei Die Linke bei.
Seit Februar 2008 bis zu seinem Tod war er Ehrenvorsitzender des Plöner Kreisverbandes.

## Abgeordneter
Von 1962 bis 1967 war Bünemann Gemeindevertreter in Wellsee und von 1962 bis 1970 Kreistagsabgeordneter im Kreis Plön.
Bünemann war von 1967 bis 1975 Landtagsabgeordneter in Schleswig-Holstein. Vom 24. Mai 1971 bis zum 27. September 1973 war er stellvertretender Vorsitzender des Innenausschusses des Landtages.
Mit einer Gedenkminute zu Beginn der Plenarsitzung am 17. Juni 2009 trauerte der Landtag um seinen ehemaligen Abgeordneten Richard Bünemann. Landtagspräsident Martin Kayenburg gedachte des Wirkens Bünemanns in „Dankbarkeit“.

## Veröffentlichungen
- Hamburg in der deutschen Revolution von 1918/19. Hamburg 1951 (Dissertation).
- Zusammen mit Horst Bethge, Hinrich Enderlein: Die Zerstörung der Demokratie durch Berufsverbote. Pahl-Rugenstein Verlag, Köln 1982, ISBN 3-7609-0212-X.
- Robert Guiskard, 1015 – 1085. Böhlau, Köln 1997, ISBN 3-412-13096-6.